# Julie Kovářová
Julie Kovářová, rozená Jášová (* 14. září 1987 České Budějovice) je česká volejbalistka, bývalá reprezentantka ČR, vítězka Evropské ligy a majitelka šesti mistrovských titulů.

## Kariéra
Julie Kovářová pochází ze sportovní rodiny. Její matka Barbora také hrála volejbal profesionálně, sestra Eliška je fotbalistkou ve Slavii Praha, bratr Mikuláš je sportovní redaktor a bývalý fotbalista budějovického Dynama a otec Kamil Jáša o sportu referuje jako novinář.
Julie Kovářová začala svou kariéru v rodném městě, nejprve v týmu Vltava České Budějovice a pak ve Slavii PF České Budějovice na postu smečařky. Odtud přestoupila v roce 2003 do Slavie Praha, kde hrála extraligu až do roku 2008.
V letech 2008–2010 působila v ženském Volejbalovém Klubu Královo Pole Brno.
Poté, v roce 2010, podepsala smlouvu s německým bundesligovým klubem VT Aurubis Hamburg, kde působila až do roku 2013.
V roce 2013 odešla Kovářová zpět do vlasti, do VK Agel Prostějov, kde v roce 2014 vyhrála se svými spoluhráčkami extraligový titul. V roce 2018 získala v dresu Prostějova Český pohár.
V roce 2018 odtud přestoupila do VK UP Olomouc, kde zůstala do roku 2019, když se volejbalistky UP Olomouc staly mistryněmi České republiky. V sezóně 2019/2020 již nenastoupila z důvodu mateřské dovolené.